# Again (chanson de Yui Sakakibara)
Pour les articles homonymes, voir Again.
Singles de Yui Sakakibara
Imitation
(2006) Magical★Generation
(2006)
Again est le 5esingle de Yui Sakakibara sorti sous le label LOVE×TRAX Office le 25 octobre 2006 au Japon. Il arrive 29e à l'Oricon, il reste classé 11 semaines pour un total de 13 405 exemplaires vendus.
Again a été utilisé comme thème pour l'anime Otome wa Boku ni Koishiteru et Beautiful day comme fermeture. Ce single est sorti le même jour que le single Magical★Generation.

## Liste des titres
Toutes les paroles sont écrites par Yui Sakakibara.
| 1. | Again                        | Takumi Masanori | 5:28 |
| 2. | Beautiful day                | 神楽坂直樹      | 3:52 |
| 3. | Again (Instrumental)         | Takumi Masanori | 5:28 |
| 4. | Beautiful day (Instrumental) | 神楽坂直樹      | 3:50 |